# Margny-sur-Matz
Pour les articles homonymes, voir Margny et Matz (homonymie).
Margny-sur-Matz [maʁɲi syʁ ma] est une commune française située dans le département de l'Oise en région Hauts-de-France.

## Géographie

### Description
Margny-sur-Matz est un village périurbain picard du Noyonnais situé à 17 km au sud-ouest de Noyon, 12 km au nord de Compiègne et 20 km au sud-est de Montdidier.
La commune se trouve dans l'aire d'attraction de Compiègne ainsi que dans sa zone d'emploi, et dans le bassin de vie de Ressons-sur-Matz.

### Communes limitrophes
Les communes limitrophes sont  La Neuville-sur-Ressons, Mareuil-la-Motte, Marquéglise, Ressons-sur-Matz, Ricquebourg, Vandélicourt et Élincourt-Sainte-Marguerite.
| Ricquebourg La Neuville-sur-Ressons | Mareuil-la-Motte |                             |
| Ressons-sur-Matz                    | Margny-sur-Matz  | Élincourt-Sainte-Marguerite |
| Marquéglise                         | Vandélicourt     |                             |

### Géologie et relief
La superficie de la commune est de 7,24 km2 ; son altitude varie de 42  à   186 mètres.

### Hydrographie

#### Réseau hydrographique

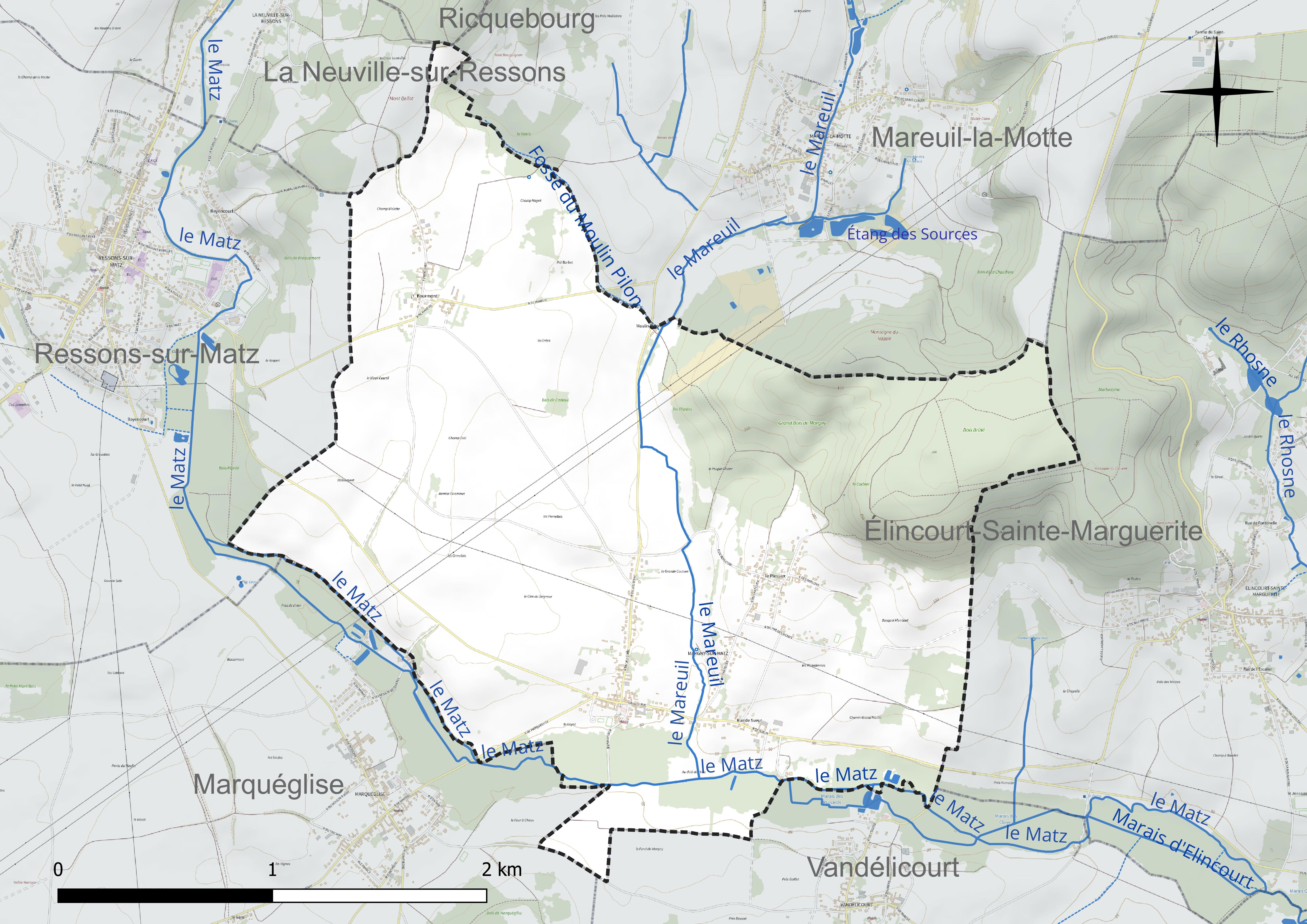
Réseau hydrographique de Margny-sur-Matz.

La commune est située dans le bassin Seine-Normandie. Elle est drainée par le Matz, le Mareuil et le fossé du Moulin Pilon,,.
Le Matz constitue la limite sud de la commune. D'une longueur de 25 km, il prend sa source dans la commune de Canny-sur-Matz et se jette  dans l'Oise à Montmacq, après avoir traversé 17 communes.
Le ruisseau le Mareuil se jette dans le Matz dans le village.
Une mare située à Bourmont, d'un très grand intérêt floristique et faunistique, va être restaurée afin de contribuer à lutter contre les coulées de boue lors d'orages importants.

#### Gestion et qualité des eaux
Le territoire communal est couvert par le schéma d'aménagement et de gestion des eaux (SAGE) « Sensée ». Ce document de planification concerne un territoire de 1 013 km2 de superficie, délimité par le bassin versant de l'Oise moyenne. Le périmètre a été arrêté le 24 avril 2017 et le SAGE est, en 2024, encore en élaboration. La structure porteuse de l'élaboration et de la mise en œuvre est le syndicat mixte du SAGE Oise-Moyenne (SMOM).
La qualité des cours d'eau peut être consultée sur un site dédié géré par les agences de l'eau et l'Agence française pour la biodiversité.

### Climat
Pour des articles plus généraux, voir Climat des Hauts-de-France et Climat de l'Oise.
En 2010, le climat de la commune est de type climat océanique dégradé des plaines du Centre et du Nord, selon une étude du CNRS s'appuyant sur une série de données couvrant la période 1971-2000. En 2020, Météo-France publie une typologie des climats de la France métropolitaine dans laquelle la commune est exposée à un climat océanique et est dans la région climatique Nord-est du bassin Parisien, caractérisée par un ensoleillement médiocre, une pluviométrie moyenne régulièrement répartie au cours de l'année et un hiver froid (3 °C).
Pour la période 1971-2000, la température annuelle moyenne est de 10,7 °C, avec une amplitude thermique annuelle de 14,9 °C. Le cumul annuel moyen de précipitations est de 693 mm, avec 11,3 jours de précipitations en janvier et 8,1 jours en juillet. Pour la période 1991-2020, la température moyenne annuelle observée sur la station météorologique la plus proche, située sur la commune de Margny-lès-Compiègne à 11 km à vol d'oiseau, est de 11,2 °C et le cumul annuel moyen de précipitations est de 633,5 mm,. Pour l'avenir, les paramètres climatiques de la commune estimés pour 2050 selon différents scénarios d'émission de gaz à effet de serre sont consultables sur un site dédié publié par Météo-France en novembre 2022.

## Urbanisme

### Typologie
Au 1er janvier 2024, Margny-sur-Matz est catégorisée commune rurale à habitat dispersé, selon la nouvelle grille communale de densité à sept niveaux définie par l'Insee en 2022.
Elle est située hors unité urbaine. Par ailleurs la commune fait partie de l'aire d'attraction de Compiègne, dont elle est une commune de la couronne,. Cette aire, qui regroupe 101 communes, est catégorisée dans les aires de 50 000 à moins de 200 000 habitants,.

### Occupation des sols

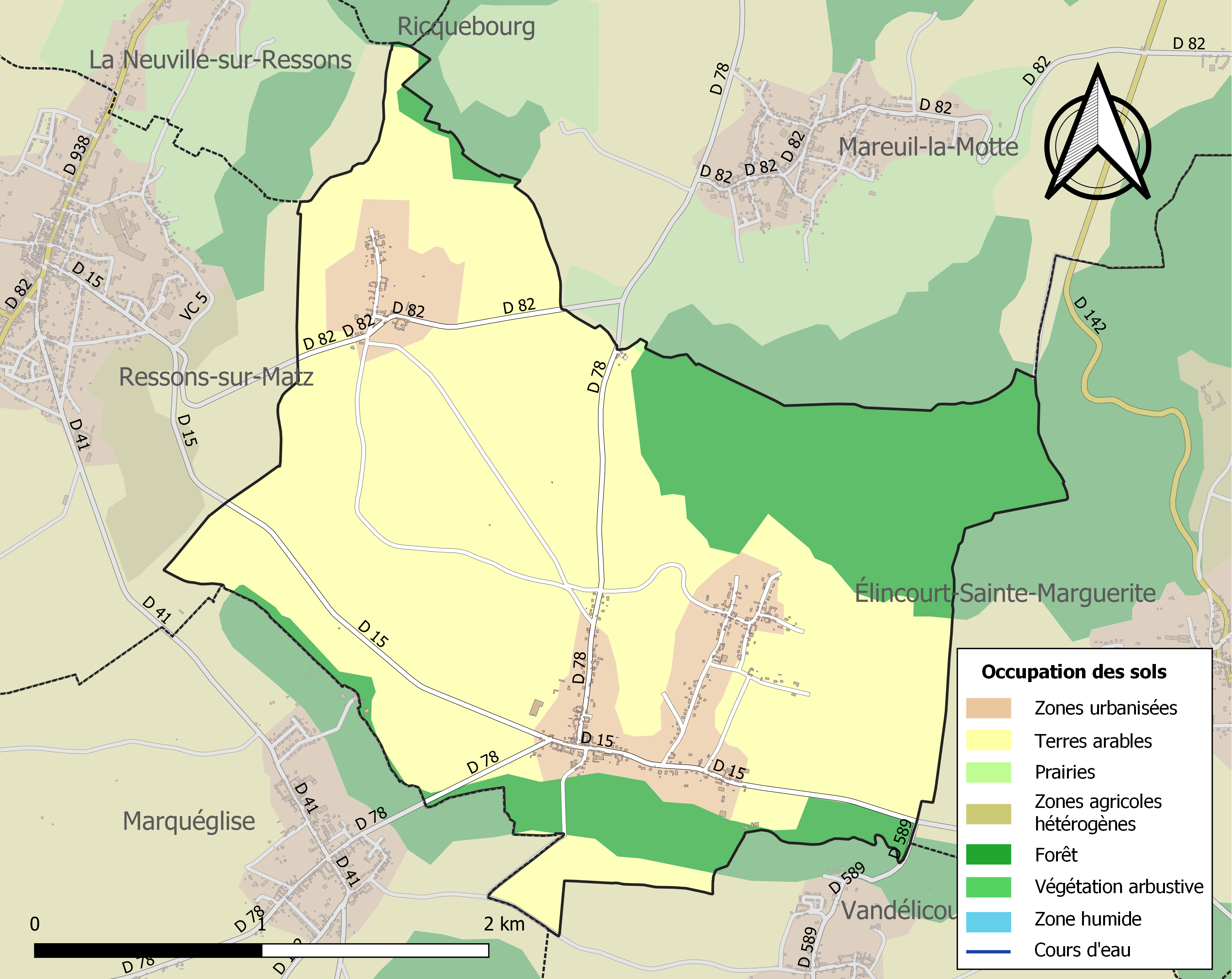
Carte des infrastructures et de l'occupation des sols de la commune en 2018 (CLC).

L'occupation des sols de la commune, telle qu'elle ressort de la base de données européenne d'occupation biophysique des sols Corine Land Cover (CLC), est marquée par l'importance des territoires agricoles (63,5 % en 2018), une proportion sensiblement équivalente à celle de 1990 (64 %).
La répartition détaillée en 2018 est la suivante : terres arables (63,4 %), forêts (24,8 %), zones urbanisées (11,7 %), prairies (0,1 %).
L'évolution de l'occupation des sols de la commune et de ses infrastructures peut être observée sur les différentes représentations cartographiques du territoire : la carte de Cassini (XVIIIe siècle), la carte d'état-major (1820-1866) et les cartes ou photos aériennes de l'IGN pour la période actuelle (1950 à aujourd'hui).

### Lieux-dits, hameaux et écarts
La commune comprend deux hameaux : Bourmont et Le Plessier.

### Habitat et logement
En 2021, le nombre total de logements dans la commune était de 237, alors qu'il était de 228 en 2016 et de 213 en 2011.
Parmi ces logements, 91,9 % étaient des résidences principales, 3 % des résidences secondaires et 5,1 % des logements vacants. Ces logements étaient pour 95,3 % d'entre eux des maisons individuelles et pour 4,7 % des appartements.
Le tableau ci-dessous présente la typologie des logements à Margny-sur-Matz en 2021 en comparaison avec celle de l'Oise et de la France entière. Une caractéristique marquante du parc de logements est ainsi une proportion de résidences secondaires et logements occasionnels (3 %) supérieure à celle du département (2,4 %) mais inférieure à celle de la France entière (9,7 %).
| Typologie                                               | Margny-sur-Matz | Oise | France entière |
| ------------------------------------------------------- | --------------- | ---- | -------------- |
| Résidences principales (en %)                           | 91,9            | 90,5 | 82,2           |
| Résidences secondaires et logements occasionnels (en %) | 3               | 2,4  | 9,7            |
| Logements vacants (en %)                                | 5,1             | 7    | 8,1            |

### Voies de communication et transports
La commune est aisément accessible par la sortie no 11 de l'autoroute A1.
Elle est desservie, en 2023, par les lignes 654, 655, 675, 681, 6303 et 6334 du réseau interurbain de l'Oise.

## Toponymie
Les mentions anciennes de Margny-sur-Matz sont : Maregny supra Massum 1320, Marregny supra Massum 1362, Marest 1757.
Le village tire son nom du fait de sa situation sur le Matz rivière qui est un affluent de l'Oise.

## Histoire

### Ancien  Régime
Les seigneurs  de  Margny y possédaient un château-fort dont les ruines sont rasées en 1810 ; il était situé près de l'église. Entre l'église et le château se trouvaient des souterrains-refuges qui protégeaient les villageois en temps de guerre.
Au Plessier se trouvait également un autre château, dont le donjon qui subsistait a été démoli à la fin du XIXe siècle.
Deux moulins à eau se trouvaient à Margny. L'un d'eux était  le « moulin Pillon » (propriété privée), se trouvait au nord, à l'écart du village sur le ru de Mareuil.
Sous l'Ancien Régime, la paroisse relevait du doyenné de Coudun et du diocèse de Beauvais. Le curé était nommé par le prieur d'Elincourt-Sainte-Marguerite. La dîme de Margny était perçue par le chapitre de Noyon qui, en 1219, fit. avec l'abbaye d'Ourscamp, un échange de la dîme des Essarls de Lassigny contre un tiers de celle de Margny. Sur les plans civils et militaires; le village dépendait de l'élection et du bailliage de Compiègne et de la généralité de Paris.

### Époque contemporaine
Première Guerre mondiale
Le village est considéré comme détruit à la fin de la guerre et  a été décoré de la Croix de guerre 1914-1918 le 21 février 1921.

## Politique et administration

### Rattachements administratifs et électoraux
Rattachements administratifs
La commune se trouve  dans l'arrondissement de Compiègne du département de l'Oise.
Elle faisait partie depuis 1793 du canton de Ressons-sur-Matz. Dans le cadre du redécoupage cantonal de 2014 en France, cette circonscription administrative territoriale a disparu, et le canton n'est plus qu'une circonscription électorale.
Rattachements électoraux
Pour les élections départementales, la commune fait partie depuis 2014 du canton d'Estrées-Saint-Denis
Pour l'élection des députés, elle fait partie de la sixième circonscription de l'Oise.

### Intercommunalité
Margny-sur-Matz est membre de la communauté de communes du Pays des Sources, un établissement public de coopération intercommunale (EPCI) à fiscalité propre créé en 1997 et auquel la commune a transféré un certain nombre de ses compétences, dans les conditions déterminées par le code général des collectivités territoriales.

### Liste des maires
| Période                                  | Période                       | Identité                     | Étiquette       | Qualité                    |
| ---------------------------------------- | ----------------------------- | ---------------------------- | --------------- | -------------------------- |
| Les données manquantes sont à compléter. |                               |                              |                 |                            |
|                                          |                               |                              |                 |                            |
| avant 1988                               |                               | Camille Cérano               |                 |                            |
|                                          |                               |                              |                 |                            |
| mars 2001                                | mai 2020                      | Bruno Aronio de Romblay      |                 |                            |
| mai 2020                                 | En cours (au 19 février 2021) | Baptiste de Fresse de Monval | Les Écologistes | Avocat au barreau de Paris |

### Démocratie participative
Après les élections municipales de 2020, la commune s'est dotée d'un conseil municipal des jeunes.

## Équipements et services publics

### Enseignement
Les enfants de la commune sont scolarisés avec ceux d'Antheuil-Portes, Marquéglise, Vandélicourt et Vignemont dans le cadre d'un regroupement pédagogique intercommunal (RPI)

## Population et société

### Démographie

#### Évolution démographique
L'évolution du nombre d'habitants est connue à travers les recensements de la population effectués dans la commune depuis 1793. Pour les communes de moins de 10 000 habitants, une enquête de recensement portant sur toute la population est réalisée tous les cinq ans, les populations de référence des années intermédiaires étant quant à elles estimées par interpolation ou extrapolation. Pour la commune, le premier recensement exhaustif entrant dans le cadre du nouveau dispositif a été réalisé en 2004.

En 2022, la commune comptait 533 habitants, en évolution de −0,19 % par rapport à 2016 (Oise : +0,87 %, France hors Mayotte : +2,11 %).
| 1793 | 1800 | 1806 | 1821 | 1831 | 1836 | 1841 | 1846 | 1851 |
| ---- | ---- | ---- | ---- | ---- | ---- | ---- | ---- | ---- |
| 398  | 299  | 462  | 423  | 482  | 479  | 439  | 424  | 379  |

| 1856 | 1861 | 1866 | 1872 | 1876 | 1881 | 1886 | 1891 | 1896 |
| ---- | ---- | ---- | ---- | ---- | ---- | ---- | ---- | ---- |
| 334  | 329  | 337  | 333  | 288  | 271  | 267  | 280  | 263  |

| 1901 | 1906 | 1911 | 1921 | 1926 | 1931 | 1936 | 1946 | 1954 |
| ---- | ---- | ---- | ---- | ---- | ---- | ---- | ---- | ---- |
| 275  | 266  | 253  | 208  | 242  | 227  | 196  | 222  | 252  |

| 1962 | 1968 | 1975 | 1982 | 1990 | 1999 | 2004 | 2006 | 2009 |
| ---- | ---- | ---- | ---- | ---- | ---- | ---- | ---- | ---- |
| 275  | 299  | 265  | 284  | 346  | 422  | 461  | 483  | 517  |

| 2014 | 2019 | 2022 | - | - | - | - | - | - |
| ---- | ---- | ---- | - | - | - | - | - | - |
| 536  | 538  | 533  | - | - | - | - | - | - |

#### Pyramide des âges
La population de la commune est relativement jeune.
En 2018, le taux de personnes d'un âge inférieur à 30 ans s'élève à 34,9 %, soit en dessous de la moyenne départementale (37,3 %). À l'inverse, le taux de personnes d'âge supérieur à 60 ans est de 22,0 % la même année, alors qu'il est de 22,8 % au niveau départemental.
En 2018, la commune comptait 273 hommes pour 264 femmes, soit un taux de 50,84 % d'hommes, légèrement supérieur au taux départemental (48,89 %).
Les pyramides des âges de la commune et du département s'établissent comme suit.
| Hommes | Classe d’âge | Femmes |
| ------ | ------------ | ------ |
| 0,4    | 90 ou +      | 1,5    |
| 4,0    | 75-89 ans    | 5,7    |
| 15,3   | 60-74 ans    | 17,0   |
| 23,4   | 45-59 ans    | 18,9   |
| 21,2   | 30-44 ans    | 22,7   |
| 13,1   | 15-29 ans    | 13,3   |
| 22,6   | 0-14 ans     | 20,8   |

| Hommes | Classe d’âge | Femmes |
| ------ | ------------ | ------ |
| 0,5    | 90 ou +      | 1,4    |
| 5,5    | 75-89 ans    | 7,6    |
| 15,6   | 60-74 ans    | 16,3   |
| 20,8   | 45-59 ans    | 20     |
| 19,4   | 30-44 ans    | 19,4   |
| 17,6   | 15-29 ans    | 16,2   |
| 20,6   | 0-14 ans     | 19,1   |

## Économie
La commune ne dispose en 2020 que d'un seul commerce, la Petite auberge, qui est un restaurant renommé. Afin d'en assurer la pérennité, la commune a acquis en 2020 le bâtiment, qui conserve ses gérants.

## Culture locale et patrimoine

### Lieux et monuments
- L'église Saint-Vaast est située comme c'était coutumier dans l'ancien temps au centre du cimetière et bien que toute simple, elle mérite un détour. En effet, son toit est constitué de deux toitures à deux pentes installées côte à côte. La forme rectangulaire de l'église, d'où seul fait saillie le chœur, à l'est, est le résultat de plusieurs campagnes de construction intervenues au XVIe siècle.
L'église dispose d'un mobilier cultuel exceptionnel : Vierge à l'Enfant en pierre du XIVe siècle, Vierge de Pitié en pierre  du XVIe siècle, poutre de gloire du XVIIe siècle, considérée parmi les plus belles du département ; autel - retable du XVIIe siècle, dont les proportions correspondent à celles du chœur[37].
- Les restes des vannes du  « moulin Pillon »[22] ;
- Circuit de promenade de la fontaine Saillard du Pays des Sources[22] ;
- La place du Jeu d'Arc, arborée, où la compagnie d'arc s'entrainait[22].

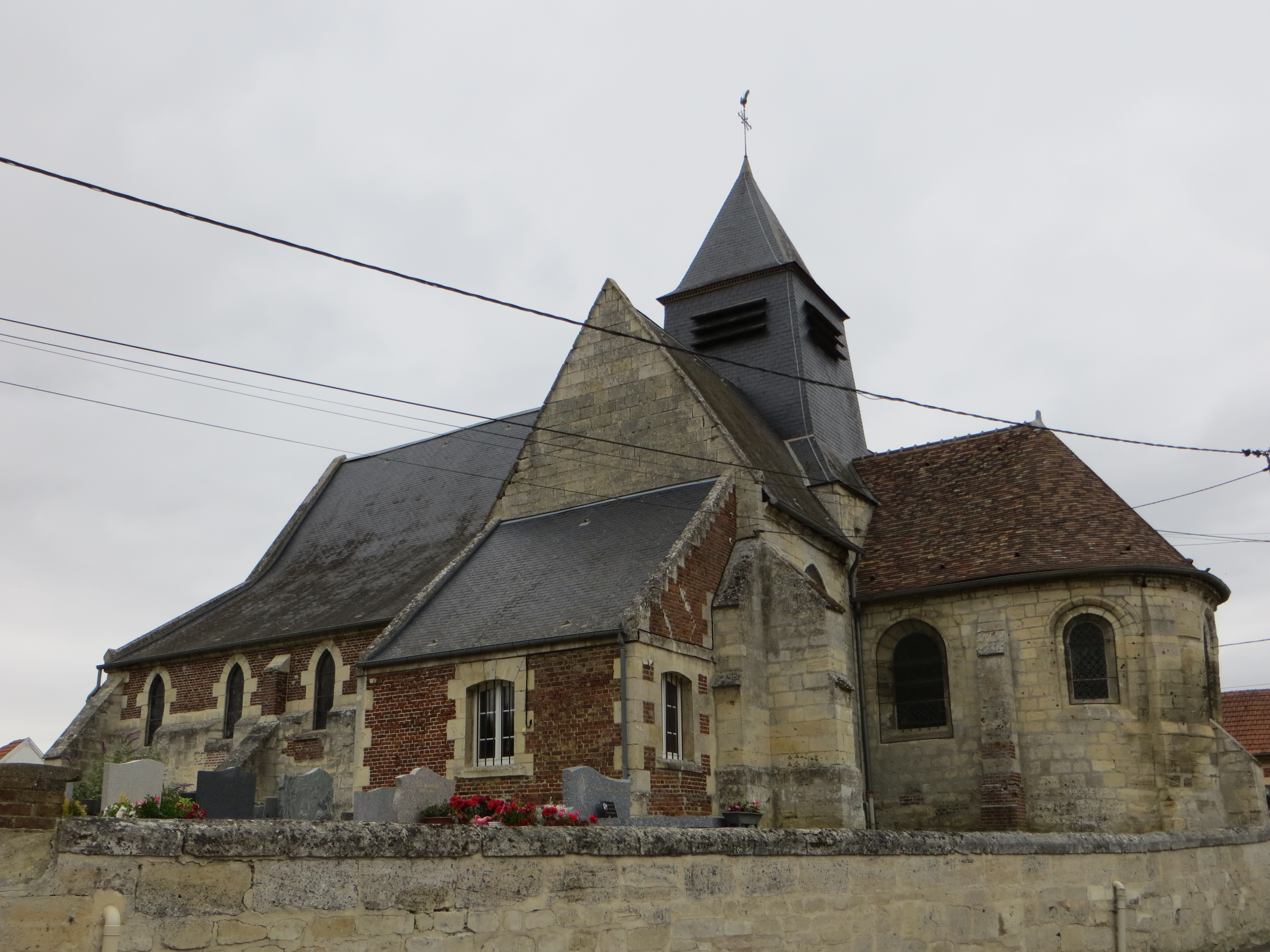
L'église Saint-Vaast
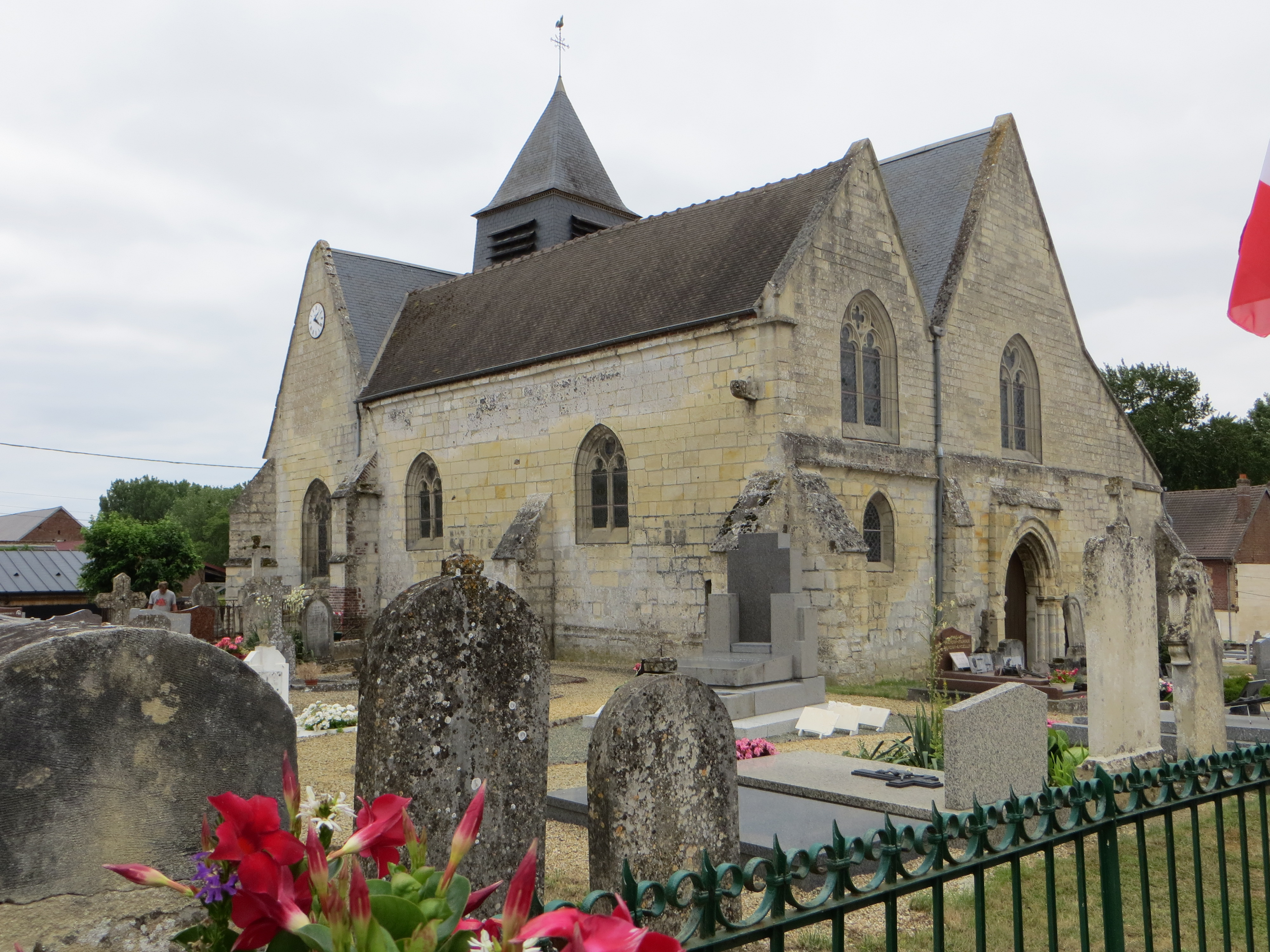
L'église
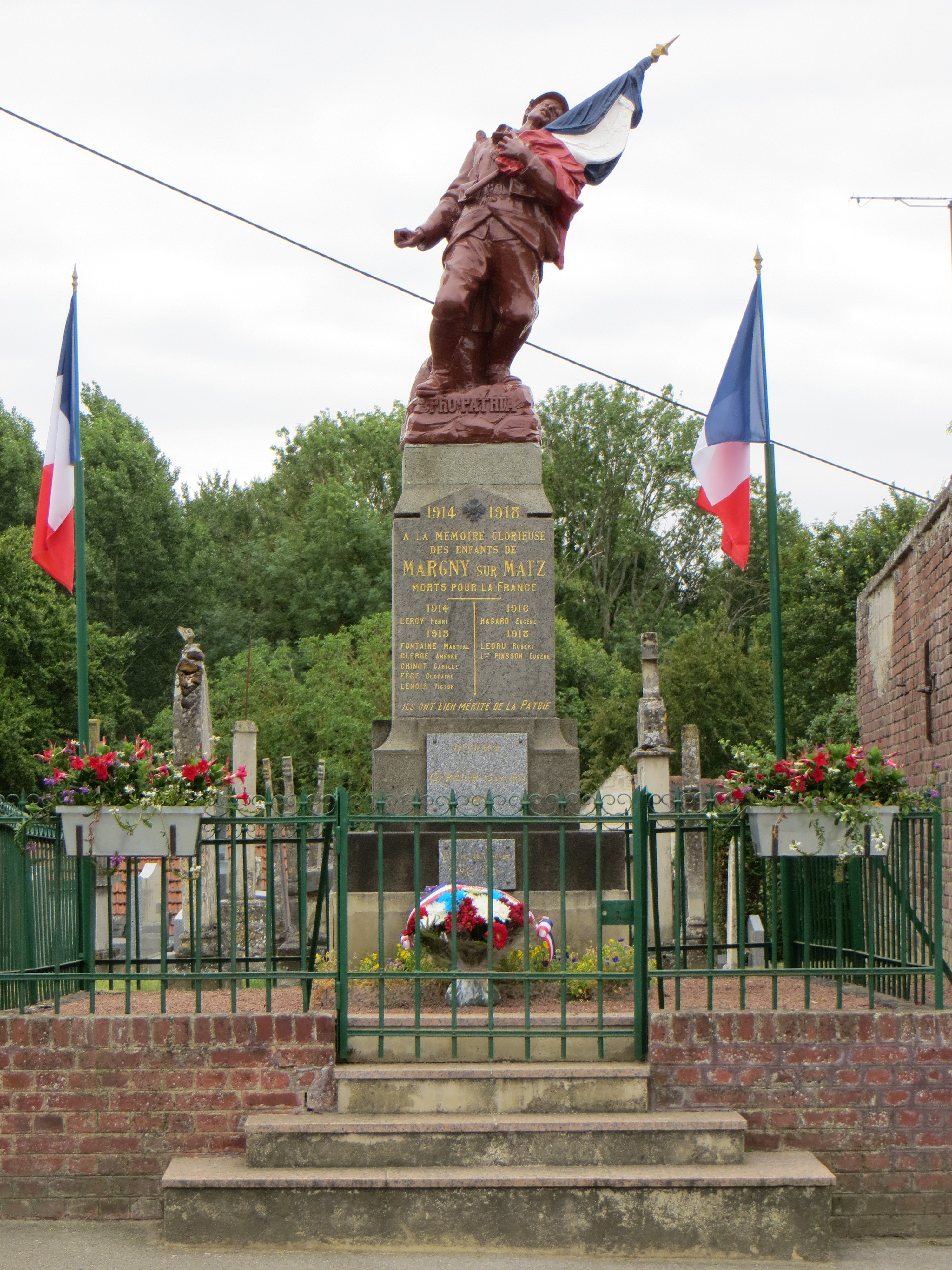
Le monument aux morts
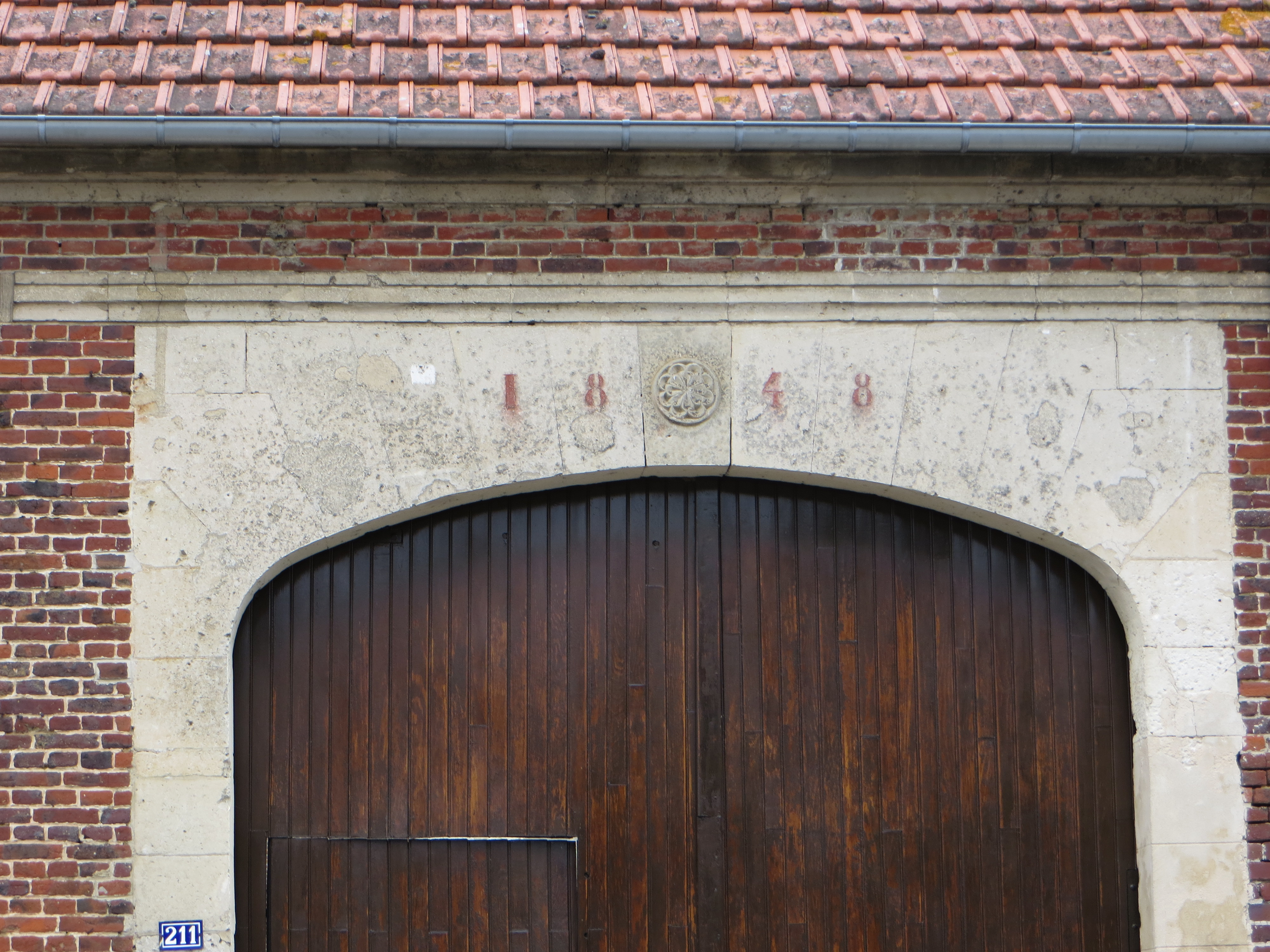
Portail orné,  portant la date de 1848

### Personnalités liées à la commune
A la fin du XVe siècle, la seigneurie de Margny-sur-Matz est tenue par Walleran de Sains, bailli de Senlis, neveu de Charles et Guillaume de Flavy, époux de Jacqueline de Rouvroy, fille de Gilles de Rouvroy dit de Saint-Simon, ancêtre du mémorialiste. Jean de Sains succède à son père vers 1520.

### Héraldique
| Blason de Margny-sur-Matz | Blason  | Parti d'or et d'azur à l'ours en pied de l'un en l'autre à la champagne aussi d'azur brochant sur la partitions, chargé de trois fleurs de lys aussi d'or rangées en fasce et sommée d'une devise ondée d'argent. |
| Blason de Margny-sur-Matz | Détails | Le statut officiel du blason reste à déterminer. |